# Girlvania
Girlvania: Summer Lust (Girlvania: Estate di Lussuria) o più semplicemente chiamato Girlvania è un videogioco 3D di simulazione di rapporti sessuali tra donne (lesbismo), ideato, sviluppato e pubblicato dalla Girlvanic Studios nel 2014 per Microsoft Windows. Il videogioco è disponibile solo in lingua inglese. Propone una simulazione di rapporti sessuali tra quattro protagoniste di diverse etnie.

## Ambientazione
Senza una trama o obiettivi da perseguire, il fulcro del videogioco è la simulazione di interazioni sessuali tra quattro donne. Il giocatore, assumendo il ruolo di osservatore e decisore, determina le pratiche sessuali, l'abbigliamento e gli oggetti di scena utilizzati dalle protagoniste.

### Luoghi principali
L'esperienza di gioco si svolge in una casa al mare e presenta tre ambientazioni principali: l'ultimo piano con il suo balcone panoramico, il piano terra e il seminterrato allestito come una discoteca.

## Dinamica di gioco e funzioni
Il videogioco è concepito per simulare vari aspetti della masturbazione femminile, offrendo un'ampia gamma di oggetti e interazioni sessuali tra personaggi lesbici. I giocatori possono esplorare diverse posizioni sessuali e pratiche legate al feticismo, creando esperienze personalizzate e coinvolgenti.In aggiunta, il gioco offre la possibilità di personalizzare i personaggi attraverso una vasta selezione di vestiti, accessori e opzioni di cosmesi. I giocatori possono modificare la colorazione della pelle, scegliendo tra tonalità e stili di abbronzatura diversi. Anche gli occhi e i capelli possono essere personalizzati con colori sia naturali che innaturali, mentre il pube può essere modificato con o senza pelo.Un'ulteriore caratteristica interessante è la possibilità di scattare foto all'interno del videogioco. Queste immagini possono essere raccolte in un album, permettendo ai giocatori di selezionarle e visualizzarle per ogni personaggio, arricchendo così l'esperienza di gioco.

### Sesso
Il videogioco offre un'ampia gamma di 44 posizioni sessuali, suddivise in 20 individuali, 19 di coppia e 5 a tre. Tra queste, si annoverano pratiche sessuali comuni e feticiste, oltre a semplici posizioni erotiche. Per sbloccare nuovi oggetti e posizioni, il gioco introduce delle fasi tutorial ("educazione") in cui si deve interagire con una barra di sincronia. L'obiettivo è muovere un indicatore su e giù all'interno di un intervallo delimitato da due linee, evitando di superare il limite segnalato da una barra a strisce gialle e nere. Tuttavia, nella modalità di gioco effettiva, questa meccanica di limite diventa meno restrittiva. Inoltre, al di fuori dei tutorial, è disponibile una modalità automatica che elimina la necessità di interazione manuale con il mouse.

### DLC
Legs & Feet Expansion Pack (Ver. 1.2.2)
"Legs & Feet Expansion Pack" è il primo DLC pubblicato per "Girlvania". I contenuti aggiunti comprendono posizioni sessuali legate al feticismo dei piedi, nuove vesti come collant, camiciole, magliette a rete e mutandine crotchless (mutandina che lascia scoperti i genitali femminili, parente del perizoma). Sono disponibili anche nuove stampe e colori per l'abbigliamento, oltre a nuovi accessori come gli occhiali e oggetti sessuali alternativi, tra cui il tacco di una scarpa. Questo DLC offre un'esperienza di gioco arricchita per gli appassionati del genere, permettendo di esplorare fantasie legate ai piedi in modo interattivo e coinvolgente. L'espansione è stata ben accolta dalla comunità, contribuendo a rendere "Girlvania" un titolo ancora più completo e attraente per i fan del feticismo e delle simulazioni sessuali

## Personaggi
- Dakota Wilson

Dakota è una giovane studentessa statunitense di 21 anni, con capelli biondi e occhi blu. Il suo peso è di 112 lbs (circa 50 kg), ha un seno di forma tonda e le sue misure sono 34B/24/34;
- Sherry Taylor

Sherry è una giovane Web designer statunitense di 24 anni, con capelli biondo ramato e occhi verdi. Il suo peso è di 121 lbs (circa 54 kg), ha un seno pieno e le sue misure sono 37C/26/37;
- Tessa Jenkins

Tessa è una giovane barista delle Isole Vergini, di 22 anni, con capelli castano scuro e occhi castano chiaro. Il suo peso è di 128 lbs (circa 58 kg), ha un seno a punta e le sue misure sono 35B/28/39;
- Milena B.

Milena è una giovane e affascinante studentessa e modella ucraina di 20 anni, con capelli castani e occhi blu grigio. Il suo peso è di 110 lbs (circa 49 kg), ha un seno ampio e le sue misure sono 40C/23/33.
Queste descrizioni forniscono un quadro dettagliato dei personaggi principali di "Girlvania", evidenziando le loro caratteristiche fisiche e professionali, contribuendo a creare un contesto ricco per l'esperienza di gioco.

## Accoglienza
| Testata                | Giudizio          |
| ---------------------- | ----------------- |
| Adult Games News       | 98% (Ver. 1.0.0)  |
| Adult Games News       | 100% (Ver. 1.2.2) |
| Naughty Game Source    | 9.5/10            |
| Adult Game Reviews     | 5/5               |
| MMO SITE               | 8.5/10            |
| The Best Porn          | 79.0%             |
| Porn Inspector         | 4.6/5             |
| Honest Porn Reviews    | 8.6/10            |
| Adult Sex Game Reviews | 4.5/5             |
| MMOVSG                 | 8.6               |

Il videogioco Girlvania ha ricevuto un'accoglienza positiva nel settore videoludico pornografico, con numerose recensioni lusinghiere da parte di siti specializzati riguardo alle dinamiche di gioco e alla grafica accattivante. Il sito statunitense "Adult Games News" ha elogiato le funzionalità del videogioco, la vasta gamma di opzioni e la personalizzazione delle ragazze, definendolo caratterizzato da un gameplay semplice e soddisfacente. Con l’uscita della DLC Legs & Feet Expansion Pack, "Adult Games News" ha apprezzato i miglioramenti grafici apportati al gioco e le nuove posizioni sessuali e accessori introdotti.
Il sito "Adult Game Reviews" ha messo in evidenza gli aspetti dinamici e realistici del gioco, come gli orgasmi visibili dei personaggi femminili, insieme agli effetti sonori dei gemiti e ai commenti sexy, che risultano non eccessivamente volgari. Inoltre, le animazioni sono state descritte come variegate e fresche, con scenari erotici espliciti e stimolanti.
Con l’uscita della DLC Legs & Feet Expansion Pack, "Adult Game Reviews" ha nuovamente apprezzato i miglioramenti, come i giochi di luce e ombre sugli oggetti e personaggi, rendendo i colori della pelle e degli oggetti più realistici.
Il sito MMOSITE ha analizzato tutti gli aspetti del gioco, notando le caratteristiche che lo rendono unico nel suo genere, dai colori degli ambienti e dei personaggi agli effetti sonori ben equilibrati. Le movenze dei personaggi sono state giudicate realistiche e non troppo meccaniche, contribuendo a rendere il gioco un capolavoro grafico notevole. MMOSITE ha anche evidenziato che Girlvania, a differenza di molti altri videogiochi, è stato realizzato da sole due persone, sebbene il prezzo di $39,99 senza DLC non lo renda uno dei più economici sul mercato. ù
Altri siti hanno valutato il videogioco come interessante e particolare rispetto ad altre offerte presenti sul mercato.